# Лызиков, Николай Федосович
Николай Федосович Лызиков (13 декабря 1920, д. Бороньки, Гомельская губерния Р.С.Ф.С.Р. — 13 августа 1999, Витебск,Беларусь) — белорусский советский ученый в области акушерства и гинекологии. Доктор медицинских наук (1969), профессор (1969) . Заслуженный работник высшей школы БССР (1977). Член Правления, Почетный член Всесоюзного научного общества акушеров-гинекологов (1989). Участник Великой Отечественной войны. Организатор здравоохранения, основатель научной школы акушеров-гинекологов и научно-медицинской династии .

## Биография
Родился в многодетной семье крестьян Федоса Власьевича Лызикова и Прасковьи Сафоновны Лызиковой (Миренковой). В 1930 году родители вступили в колхоз, где работали до конца жизни (отец умер в 1943, мать в 1964 году). В 1936 году окончил 7 классов Бороньковской неполной средней школы, в 1939 - Могилевскую фельдшерско-акушерскую школу.
С июля по октябрь 1939 заведовал фельдшерско-акушерским пунктом д. Гавриленка Костюковичского района Могилевской области БССР. В Красную Армию призван в октябре 1939: был санитарным инструктором 9-й стрелковой роты 466 стрелкового полка 125 стрелковой дивизии. С первого дня Великой Отечественной войны принимал участие в боях, был дважды ранен (28.06.1941, 8.10.1944). Служил на Ленинградском фронте, Волховском фронте, 1-м Прибалтийском фронте. В должности командира санитарного взвода 2-го батальона 173 стрелкового полка участвовал в обороне городов Остров, Псков, Луга, Ленинград. С сентября 1941 г. - комвзвода санитаров-носильщиков 1071-го стрелкового полка 311-й стрелковой дивизии 54-й Армии.
С февраля по июнь 1944 г. - командир санитарной роты 1071-го стрелкового полка, с 20.06.1944 - старший адъютант 240-го отдельного медико-санитарного батальона 311 стрелковой дивизии. Принимал участие в  освобождение Белоруссии (район Полоцка, Верхнедвинска), Латвии и Литвы.  После тяжелого ранения с января до ноября 1945 г. - фельдшер 1110-го Временного военно-санитарного поезда, затем  - старший фельдшер 187-й отдельной роты связи 157-го Укрепленного района. Уволен в запас 14 июня 1946 года в воинском звании старший лейтенант медицинской службы . За участие в боевых действиях награжден орденами Отечественной войны I степени, Отечественной войны II степени, медалями «За отвагу», «За оборону Ленинграда», «За победу над Германией» .
В 1946-1951 гг. обучался в Витебском медицинском институте (диплом с отличием), в 1951-1954 - в Клинической ординатуре на кафедре акушерства и гинекологии (зав. - профессор Гофман Генрих Ефимович). В 1953-1957 гг. работал в Витебском облздравотделе (заместитель заведующего по лечебно-профилактической работе, затем заведующий) и в Витебском мединституте (ассистент, с 1957 г. - доцент кафедры акушерства и гинекологии).  Кандидат медицинских наук с 1957 года. Доцент с 1959.  Доктор медицинских наук и  профессор по кафедре акушерства и гинекологии - с 1969 года. Заведующим кафедрой акушерства и гинекологии Витебского мединститута работал более 30 лет: с марта 1959 по июль 1989. Одновременно в 1970-1974 гг. - декан лечебного факультета Витебского мединститута. Председатель Витебского городского и областного обществ акушеров-гинекологов, член Правления Всесоюзного научного обществ а акушеров-гинекологов.
В  1989-1991 - профессор кафедры акушерства и гинекологии Витебского мединститута. Инвалид Отечественной войны 3-й группы (1980), 2-й группы (1992).  Научный руководитель 20 кандидатских и 2 докторских диссертаций по специальности акушерство и гинекология.         Награды . За личные заслуги перед Республикой Беларусь - персональная пенсия с 1994 пожизненно (решением Комиссии Совета Министров РБ от 27.01.1995). Ордена  Отечественной войны І и ІІ степени, медали «За отвагу», «За оборону Ленинграда», «За победу над Германией». За заслуги в развитии охраны здоровья, многолетнюю научно-педагогическую деятельность награжден орденом «Знак Почета», медалями « За доблестный труд», « Ветеран труда», тремя Почетными грамотами Верховного Совета БССР (16.12.1968, 11.12.1970, 11.12.1980). Указом Президиума Верховного Совета БССР 4.11.1977 года присвоено почетное звание «Заслуженный работник высшей школы БССР». За выдающиеся заслуги в развитии медицинской науки и здравоохранения 29.11.1989 избран Почетным членом Всесоюзного научного общества акушеров-гинекологов .

## Семья
С 1948 года был женат на Лызиковой (Вижанковой) Валентине Васильевне (1925-2005) - учительнице русского языка и литературы. Дети: дочь Людмила Николаевна Пузанова (1949-2021), врач-инфекционист, с 1972 года жила и работала в г. Киеве; сын Анатолий Николаевич Лызиков (род. 1952) - врач-хирург, доктор медицинских наук, профессор, академик РАЕН, в 2007-2020 ректор Гомельского медицинского университета. Трое внуков - врачи, доктора медицинских наук: Ольга Пузанова (р. 1973, терапевт, ревматолог), Алексей Лызиков (р. 1975, хирург) , Юлия Лызикова (р. 1979, акушер-гинеколог). Внук Александр Пузанов (р. 1977) - юрист, народный депутат Верховной Рады Украины IX созыва . Правнуки Дмитрий (р. 2004) и Ирина (р. 2005) - студенты Гомельского медицинского университета. Медицинская  династия рода Лызиковых-Миронковых насчитывает более 30 врачей, включая 8 докторов медицинских наук.

## Основные труды
- Лызиков Н. Преждевременное отхождение околоплодных вод. Минск: Беларусь, 1971. - 128 с.; илл.
- Лызиков Н. Ф. Трофобластическая болезнь. В кн.: Справочник врача женской консультации / Под ред. Г. И. Герасимовича. - Минск: Беларусь, 1983. - 352 с. - С. 150-154.
- Лызиков Н. Ф. Менструальный цикл и его нарушения. В кн.: Справочник врача женской консультации / Под ред. Г. И. Герасимовича. - Минск: Беларусь, 1983. - 352 с. - С. 204-215.
- Лызиков Н. Ф. Дисфункциональные маточные кровотечения. В кн.: Справочник врача женской консультации / Под ред. Г. И. Герасимовича. - Минск: Беларусь, 1983. - 352 с. - С. 215-221.
- Лызиков Н. Ф. Вирильный синдром. В кн.: Справочник врача женской консультации / Под ред. Г. И. Герасимовича. - Минск: Беларусь, 1983. - 352 с. - С. 221-226.
- Лызиков Н. Ф. Нейроэндокринные синдромы. В кн.: Справочник врача женской консультации / Под ред. Г. И. Герасимовича. - Минск: Беларусь, 1983. - 352 с. - С. 226-232.
- Лызиков Н. Ф. Эндометриоз. В кн.: Справочник врача женской консультации / Под ред. Г. И. Герасимовича. - Минск: Беларусь, 1983. - 352 с. - С. 253-258.
- Лызиков Н. Ф. Материалы к изучению причин и патогенеза преждевременного отхождения околоплодных вод и дифференцированное ведение беременности и родов при этом осложнении : автореферат диссертации на соискание ученой степени доктора медицинских наук : 750 / Н. Ф. Лызиков ; Минский государственный медицинский институт. - Минск, 1968. - 43 с.
- Лызиков Н. Ф. Принципы ведения беременности и родов, осложненных преждевременным излиянием околоплодных вод / Акушерство и гинекология. - 1969. - # 7.
- Лызиков Н. Ф. Профилактика офталмобенорреи новорожденных синтомициновой эмульсией : автореферат диссертации на соискание ученой степени кандидата медицинских наук / Н. Ф. Лызиков ; Минский государственный медицинский институт. - Минск, 1956. - 16 с.
- Выявление циркулирующих в крови иммунных комплексов при позднем токсикозе беременных / Журавлев И. В., Лызиков Н. Ф., Новиков Д. К. / Акушерство и гинекология, 1982.